# Oncostemum balanocarpum
Oncostemum balanocarpum är en viveväxtart som beskrevs av Carl Christian Mez. Oncostemum balanocarpum ingår i släktet Oncostemum och familjen viveväxter. Inga underarter finns listade i Catalogue of Life.